# Thrips gracilis
Thrips gracilis är en insektsart som beskrevs av Dudley Moulton 1936. Thrips gracilis ingår i släktet Thrips och familjen smaltripsar. Inga underarter finns listade i Catalogue of Life.